# كمال غيفنز
كمال غيفنز (بالإنجليزية: Kamal Givens) هو رابر أمريكي، ولد في 25 مارس 1981 في لوس أنجلوس في الولايات المتحدة.